# Kås Sø
Kås Sø är en sjö i Danmark.   Den ligger i Skive kommun i Region Mittjylland. Kås Sø ligger 0,3 meter över havet.